# Kabinett Demirel V
Das Kabinett Demirel V war die 41. Regierung der Türkei, die vom 21. Juli 1977 bis zum 5. Januar 1978 durch Ministerpräsident Süleyman Demirel geleitet wurde.
Bei den Wahlen im September 1977 konnte Bülent Ecevit mit der sozialdemokratischen Cumhuriyet Halk Partisi (CHP) 41,4 Prozent der Stimmen erringen und verfehlte damit die absolute Mehrheit knapp. Es folgte ein CHP-Minderheitskabinett.:101 Süleyman Demirels konservativ-liberale Adalet Partisi (AP) erreichte 36,4 Prozent der Stimmen. Die Parteien des rechten Spektrums verloren Stimmen und auch die islamische Millî Selamet Partisi verlor dramatisch.
Die folgenden Jahre bis zum Militärputsch im Jahr 1980 waren bestimmt von der Dauerrivalität zwischen Ecevit und Demirel, die mehrfach versuchten, mit Minderheitskabinetten zu regieren, und dem Straßenterror rechtsextremer Gruppierungen. Alleine 1977 kamen mehr als 800 Menschen durch rechtsextremistischen Terror ums Leben. Inzwischen war auch die Religionsgemeinschaft der Aleviten in das Fadenkreuz der Grauen Wölfe geraten.:102
Ecevits Regierung hielt nur kurz. Der Ministerpräsident verlor schon im Juli 1977 eine Vertrauensabstimmung. Demirel schmiedete eine Neuauflage des „Kabinetts der Nationalistischen Front“ mit MSP und MHP, die gemeinsam über eine Ein-Stimmen-Mehrheit im Parlament verfügten. Der Preis dafür war hoch: Die beiden kleineren Parteien mit insgesamt 40 Abgeordneten konnten genauso viele Minister stellen wie die AP mit 189 Abgeordneten. Auch diese Regierung hielt nur wenige Monate: Nach dem enttäuschenden Abschneiden der Regierungsparteien bei den Kommunalwahlen im Dezember 1977 zerbrach die Koalition und Ecevit versuchte erneut ein CHP-Minderheitsregierung.:102

## Minister
| Titel                                                   | Name                           | Partei                                                              | Amtszeit                                                            |
| ------------------------------------------------------- | ------------------------------ | ------------------------------------------------------------------- | ------------------------------------------------------------------- |
| Ministerpräsident                                       | Süleyman Demirel               | AP                                                                  |                                                                     |
| Stellvertretende Ministerpräsidenten                    |                                |                                                                     |                                                                     |
| Necmettin Erbakan                                       | MSP                            |                                                                     |                                                                     |
| Alparslan Türkeş                                        | MHP                            |                                                                     |                                                                     |
| Staatsminister                                          |                                |                                                                     |                                                                     |
| Seyfi Öztürk                                            | AP                             |                                                                     |                                                                     |
| Süleyman Arif Emre                                      | MSP                            |                                                                     |                                                                     |
| Sadi Somuncuoğu                                         | MHP                            |                                                                     |                                                                     |
| Ali Şevki Erek Ekrem Ceyhun                             | AP                             | 21. Juli 1977 – 1. November 1977 11. November 1977 – 5. Januar 1978 |                                                                     |
| Justizminister                                          | Necmettin Cevheri              | AP                                                                  |                                                                     |
| Verteidigungsminister                                   | Sadettin Bilgiç Turhan Kapanlı | AP                                                                  |                                                                     |
| Innenminister                                           | Korkut Özal                    | MSP                                                                 |                                                                     |
| Außenminister                                           | İhsan Sabri Çağlayangil        | AP                                                                  |                                                                     |
| Finanzminister                                          | Cihat Bilgehan                 | AP                                                                  |                                                                     |
| Bildungsminister                                        | Nahit Menteşe                  | AP                                                                  |                                                                     |
| Minister für öffentliche Arbeiten                       | Selahattin Kılıç               | AP                                                                  |                                                                     |
| Handelsminister                                         | Agah Oktar Güner               | MHP                                                                 |                                                                     |
| Minister für Gesundheit und Sozialhilfe                 | Cengiz Gökçek                  | MHP                                                                 |                                                                     |
| Minister für Zölle und Monopole                         | Gün Sazak                      | MHP                                                                 |                                                                     |
| Minister für Ernährung, Landwirtschaft und Viehhaltung  | Fehim Adak                     | MSP                                                                 |                                                                     |
| Minister für Transportwesen                             | Yılmaz Ergenekon               | AP                                                                  |                                                                     |
| Arbeitsminister                                         | Fehmi Cumalıoğlu               | MSP                                                                 |                                                                     |
| Minister für soziale Sicherheit                         | Turhan Kapanlı İlhami Ertem    | AP                                                                  | 21. Juli 1977 – 28. Oktober 1977 12. November 1977 – 5. Januar 1978 |
| Minister für Industrie und Technologie                  | Oğuzhan Asiltürk               | MSP                                                                 |                                                                     |
| Tourismusminister                                       | İskender Cenap Ege             | AP                                                                  |                                                                     |
| Kulturminister                                          | Avni Alyol                     | AP                                                                  |                                                                     |
| Minister für Bau und Siedlungswesen                     | Recai Kutan                    | MSP                                                                 |                                                                     |
| Minister für Energie und natürliche Ressourcen          | Kamran İnan                    | AP                                                                  |                                                                     |
| Minister für dörfliche Angelegenheiten und Kooperativen | Turgut Yücel                   | AP                                                                  |                                                                     |
| Forstminister                                           | Sabahattin Savcı               | MSP                                                                 |                                                                     |
| Minister für Jugend und Sport                           | Önal Şakar Ali Şevki Erek      | AP                                                                  | 21. Juli 1977 – 14. Oktober 1977 1. November 1977 – 5. Januar 1978  |